# Campionati europei di atletica leggera 2006 - Marcia 20 km maschile
La gara di marcia 20 km maschile si è tenuta l'8 agosto 2006.

## Risultati
| Pos          | Atleta                   | Tempo   | Note |
| ------------ | ------------------------ | ------- | ---- |
| 1            | Paquillo Fernández (ESP) | 1:19:09 |      |
| 2            | Valeriy Borchin (RUS)    | 1:20:00 | PB   |
| 3            | João Vieira (POR)        | 1:20:09 | NR   |
| 4            | Viktor Burayev (RUS)     | 1:20:12 |      |
| 5            | Sergey Bakulin (RUS)     | 1:20:50 |      |
| 6            | Matej Tóth (SVK)         | 1:21:39 | SB   |
| 7            | Erik Tysse (NOR)         | 1:22:13 |      |
| 8            | Giorgio Rubino (ITA)     | 1:22:34 |      |
| 9            | Siarhei Charnou (BLR)    | 1:23:03 |      |
| 10           | Denis Langlois (FRA)     | 1:24:06 | SB   |
| 11           | André Höhne (GER)        | 1:24:35 |      |
| 12           | Predrag Filipović (SRB)  | 1:25:16 |      |
| 13           | Benjamín Sánchez (ESP)   | 1:25:58 |      |
| 14           | Andriy Yurin (UKR)       | 1:26:20 |      |
| 15           | Silviu Casandra (ROM)    | 1:26:36 |      |
| 16           | Recep Çelik (TUR)        | 1:27:18 |      |
| 17           | Ivano Brugnetti (ITA)    | 1:27:42 |      |
| Squalificati |                          |         |      |
| —            | Juan Manuel Molina (ESP) | DSQ     |      |
| —            | Andrei Talashka (BLR)    | DSQ     |      |